# My 2 Decades
『My 2 Decades』（マイ ツー ディケイズ）は、aikoの12作目のライブビデオ。2019年3月13日にポニーキャニオンよりBlu-ray DiscとDVDで発売された。

## 概要
本作は2枚組で、Disc1には2017年に行ったライブハウスツアー「Love Like Rock vol.8」よりZEPP TOKYO公演の模様を、Disc2には2018年8月30日に神奈川・サザンビーチちがさきにて行われた3年ぶりとなるフリーライブ「Love Like Aloha vol.6」の模様を収録している。

## 収録曲

### Disc1「Love Like Rock vol.8」
1. 夢見る隙間
2. milk
3. 相合傘
4. Power of love
5. なんて一日
6. 恋愛
7. プラマイ
8. ドライヤー
9. アンドロメダ
10. えりあし
11. 雨踏むオーバーオール
12. 恋のスーパーボール
13. 明日の歌
14. beat
15. 小鳥公園
16. 舌打ち
17. 赤いランプ
18. be master of life
19. 恋をしたのは
20. Loveletter
21. キラキラ
22. エナジー
23. mix juice
24. 鏡

<特典映像> LLR8 backstage

### Disc2「Love Like Aloha vol.6」
1. 夏が帰る
2. あたしの向こう
3. 予告
4. 横顔
5. アンドロメダ
6. 瞳
7. メドレー
  1. ミス・ブランニュー・デイ（MISS BRAND-NEW DAY）
  2. ドライブモード
  3. エナジー
  4. 二人
  5. Ya Ya (あの時代を忘れない)
  6. 信号
  7. 明日の歌
  8. 初恋
  9. 雲は白リンゴは赤
8. 天の川
9. 花風
10. 夢見る隙間
11. ストロー
12. ハナガサイタ
13. キラキラ

## サポートメンバー
- キーボード：伊澤一葉（Disc1）
- キーボード：佐藤達哉（Disc1,Disc2）
- ギター：設楽博臣（Disc1,Disc2）
- ギター：芳賀義彦（Disc1）
- ギター：浜口高知（Disc2）
- ベース：須藤優（Disc1）
- ベース：須長和広（Disc2）
- ドラムス：佐野康夫（Disc1,Disc2）
- トランペット：小林太（Disc2）
- サックス：山本公樹（Disc2）
- トロンボーン：川原聖仁（Disc2）